# Sałtanauka (obwód mohylewski)
Sałtanauka (biał. Салтанаўка; ros. Солтановка; pol. hist. Sołtanówka) – wieś na Białorusi, w obwodzie mohylewskim, w rejonie mohylewskim, w sielsowiecie Daszkauka, nad Dnieprem i przy drodze republikańskiej R97.

## Historia
Podczas kampanii rosyjskiej Napoleona 23 lipca 1812 odbyła się tu bitwa pod Sołtanówką, zwycięska dla wojsk francuskich Louisa Nicolasa Davouta walczących z Rosjanami dowodzonymi przez Piotra Bagrationa.
W XIX w. folwark od 1875 należący do Baków. Do 1917 położona była w Rosji, w guberni mohylewskiej, w powiecie mohylewskim. Następnie w granicach Związku Sowieckiego. Od 1991 w niepodległej Białorusi.

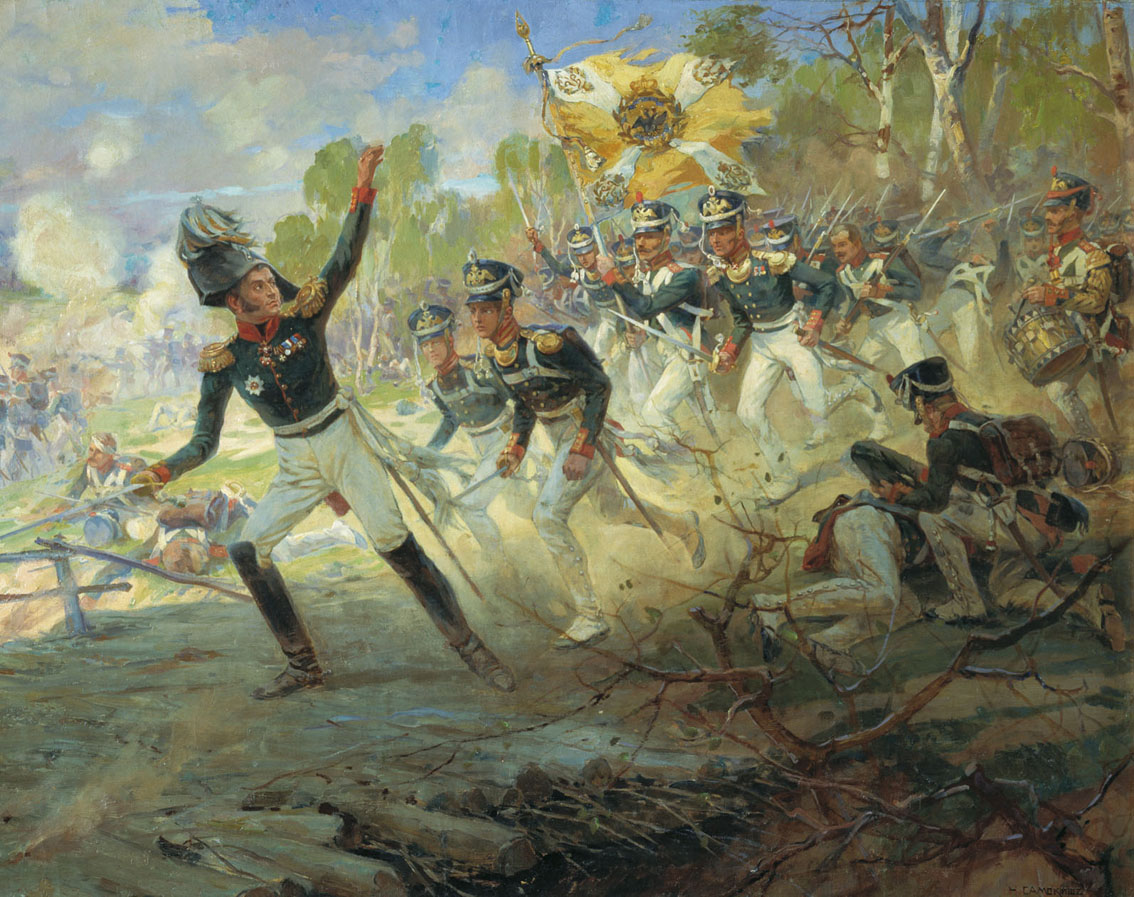
Rajewski pod Sołtanówką
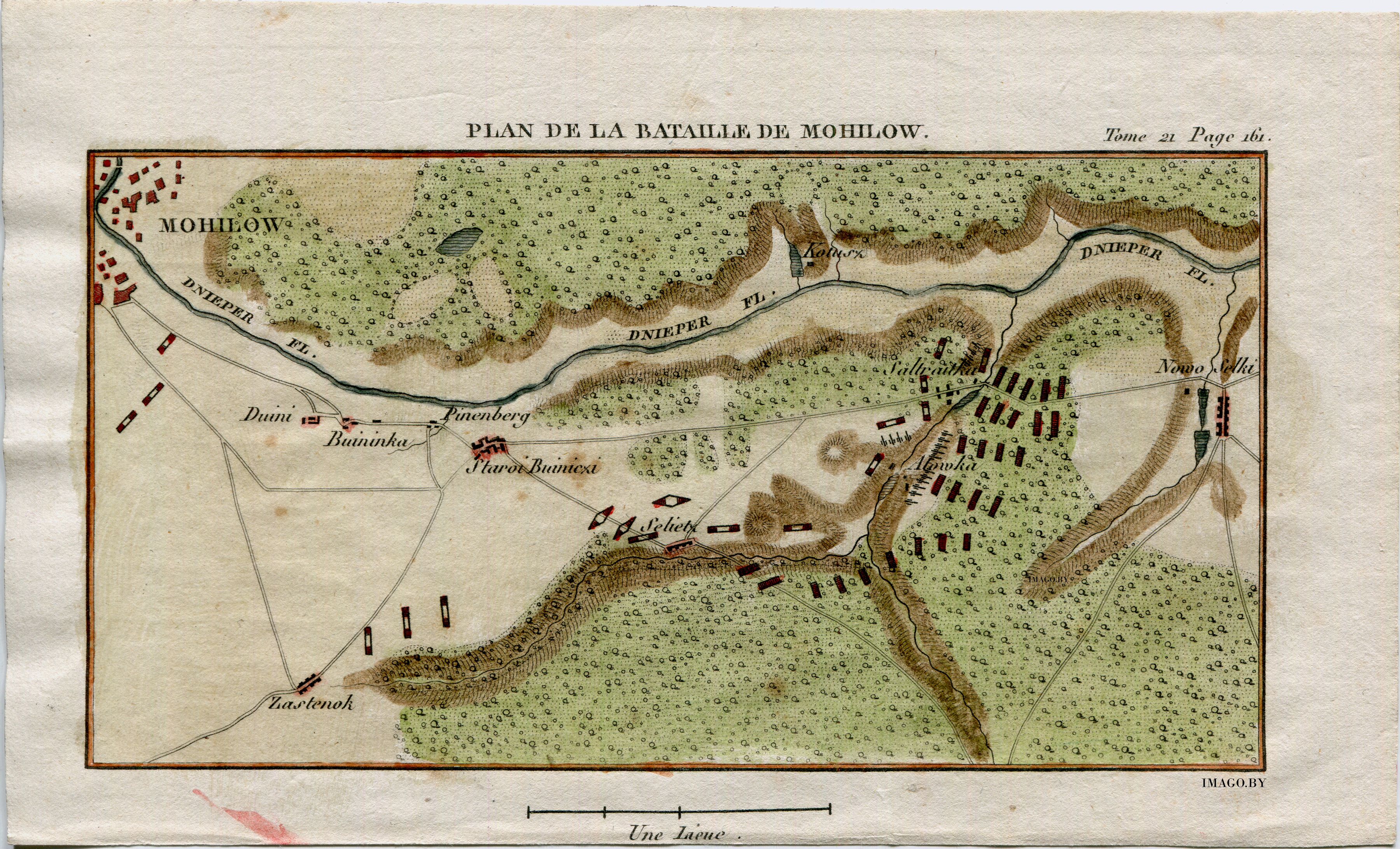
Plan bitwy pod Sołtanówką
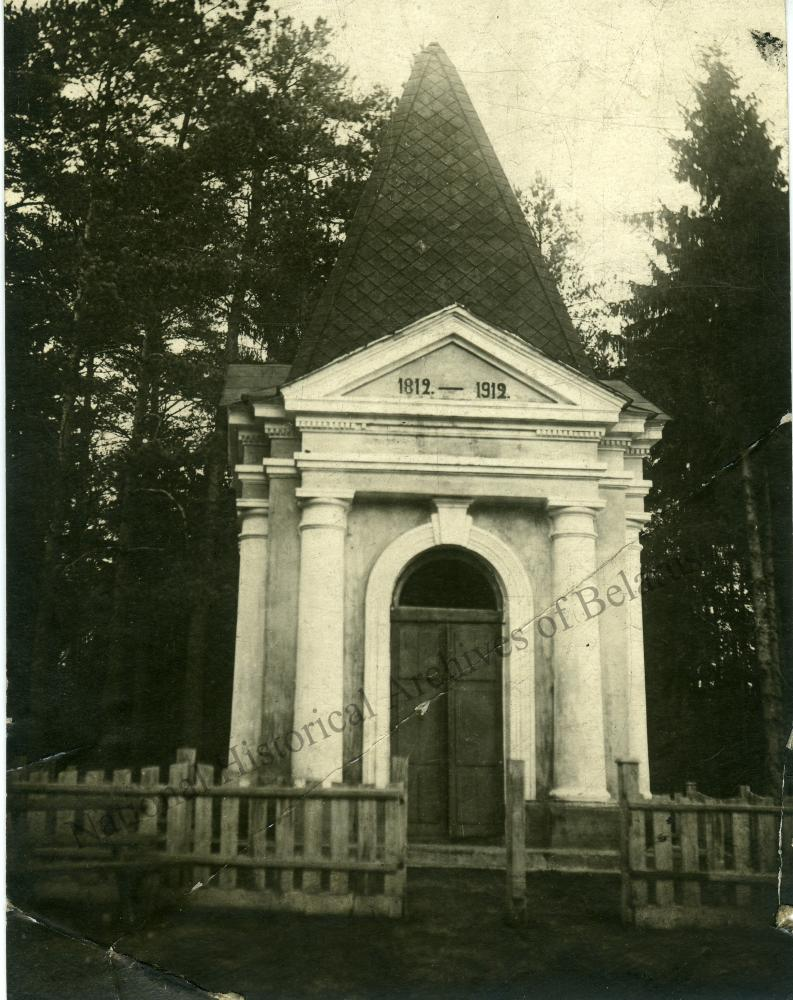
Kaplica w 1939